# سونگ گی هون
سونگ گی هون (کره‌ای: 성기훈) که با نام بازیکن ۴۵۶ نیز شناخته می‌شود، قهرمان اصلی مجموعهٔ تلویزیونی دلهره‌آور بقا و ویران‌شهری محصول کره جنوبی، بازی مرکب است که برای نتفلیکس ساخته شده است. این شخصیت توسط هوانگ دونگ هیوک، سازندهٔ مجموعه، خلق شده و لی جونگ جه آن را ایفا کرده است. انتخاب لی برای این نقش، با هدف فاصله گرفتن از تصویر بازیگر خونسرد و نمایش جنبه‌ای انسانی از شخصیت او صورت گرفت. ویژگی‌های گی هون از جنبه‌های مختلفی از زندگی هوانگ الهام گرفته است، از جمله محلهٔ محل زندگی‌اش، نام دوست دوران کودکی‌اش، ویژگی‌هایی از عمویش و همچنین مبارزات شخصی هوانگ با اعتیاد به قمار و شکست‌های مالی. هنگام طراحی شخصیت گی هون برای فصل دوم، هوانگ قصد داشت او را به شخصیتی شبیه دن کیشوت تبدیل کند که بی‌پروا علیه نظام موجود طغیان می‌کند. لی جونگ جه شخصیت گی هون را «دلخراش‌ترین» نقشی که تاکنون ایفا کرده دانسته ست. در دوبلهٔ انگلیسی، گرگ چون صداپیشگی این شخصیت را بر عهده دارد.
گی هون رانندهٔ سابقی است که از همسرش جدا شده و به قمار اعتیاد دارد. او پس از تحمل فشارهای مالی شدید به دلیل بیکاری و بدهی‌های ناشی از قمار، در یک مسابقهٔ مخفی مرگ و زندگی شرکت می‌کند که شامل شش بازی کودکانه است و ۴۵۵ شرکت‌کنندهٔ دیگر نیز برای جایزه‌ای به ارزش ۴۵٫۶ میلیارد وون با او رقابت می‌کنند. در جریان مسابقات، گی هون با شخصیت‌هایی مانند علی عبدل، چو سانگ وو، کانگ سه بیوک و اوه ایل نام رابطه برقرار می‌کند. او پس از پیروزی‌ای که با پشیمانی همراه است، در فصل دوم بار دیگر وارد بازی‌ها می‌شود تا تلاش کند به این چرخه پایان دهد.
شخصیت گی هون مورد تحسین منتقدان قرار گرفت و لی جونگ جه برای ایفای این نقش جوایز متعددی از جمله جوایز جوایز انجمن بازیگران فیلم و امی را از آن خود کرد. منتقدان، زندگی گی هون را بازتابی از مشکلات اجتماعی کره جنوبی از جمله بحران مالی ۱۹۹۷ آسیا دانسته‌اند. با این حال، تصویر او در فصل دوم بازخوردهای متفاوتی دریافت کرد؛ برخی منتقدان عملکرد و تصمیم‌گیری‌های او را سردرگم‌کننده و آزاردهنده توصیف کردند. با این وجود، بازی لی در انتقال شخصیت از فردی سبک‌روح به شخصیتی تاریک‌تر در فصل دوم مورد تحسین قرار گرفت.

## ایده‌پردازی و نگارش
شخصیت سونگ گی هون توسط هوانگ دونگ هیوک، سازندهٔ مجموعهٔ بازی مرکب، خلق شد و توسط لی جونگ جه به تصویر کشیده شد. هوانگ اظهار کرده بود که همیشه لی را بازیگری «خونسرد» می‌دانسته و علاقه داشته این تصویر را «خراب» کرده و در عین حال، انسانیت پنهان در ورای این تصویر را به نمایش بگذارد. آژانس لی در ابتدا او را از پذیرفتن نقش منصرف کرد و معتقد بود گی هون «بیش از حد بازنده» است. اما لی پس از مطالعهٔ شخصی فیلم‌نامه، تصمیم گرفت نقش را بپذیرد؛ چرا که داستان را فراتر از یک روایت کلیشه‌ای بازی بقا دید و از پرداختن به «رنج‌ها و احساسات» شخصیت‌ها لذت برد. نام این شخصیت از نام دوست دوران کودکی هوانگ گرفته شده است. هوانگ گفته بخش‌هایی از وجود خود را در شخصیت گی هون گنجانده است؛ از جمله تجربه شکست یک پروژهٔ سینمایی که باعث شد او به درآمدی نرسد و مانند گی هون به حمایت مالی مادرش وابسته شود. همچنین علاقه‌اش به شرط‌بندی روی اسب‌دوانی و بزرگ شدن در همان محله‌ای که گی هون در داستان زندگی می‌کند، از شباهت‌های دیگر او با این شخصیت است. افزون بر این، جنبه‌هایی از شخصیت عموی هوانگ نیز که باعث دردسر مادربزرگش می‌شد، در گی هون دیده می‌شود. پیشینهٔ گی هون به عنوان کارگری که در کارخانه علیه اخراج‌های گسترده مبارزه می‌کرد، از اعتصاب کارگران شرکت سانگ‌یونگ موتور در سال ۲۰۰۹ الهام گرفته شده است. شمارهٔ بازی او، ۴۵۶ که آخرین شماره بین همهٔ بازیکنان است، نمادی از جایگاه اجتماعی او در جامعه تلقی شده است.
پس از انتشار فصل نخست، این نظریه میان مخاطبان شکل گرفت که رنگ موی قرمز گی هون در پایان فصل قرار است پیش‌درآمدی بر تبدیل او به یکی از نگهبانان در فصل دوم باشد. هوانگ این نظریه را رد کرد و توضیح داد که رنگ مو نمادی از «خشم» گی هون و ناتوانی او در بازگشت به منِ سابقش است. همچنین گفته بود که هنگام طراحی ظاهر او، به این فکر کرده که گی هون در سالن آرایشگر چه مدل مویی را نمی‌گیرد. هوانگ در انتخاب پایان فصل نخست مردد بود و بین دو گزینهٔ ماندن یا رفتن گی هون تردید داشت. در نهایت، تصمیم گرفت گی هون را در کشور نگه دارد، چرا که معتقد بود ترک کشور باعث می‌شد پرسش اصلی مجموعه بی‌پاسخ بماند.
در هنگام توسعهٔ فصل دوم، هوانگ دونگ هیوک می‌دانست که می‌خواهد داستان را از پایان فصل اول آغاز کند و محوریت آن را تلاش‌های گی هون برای متوقف کردن بازی‌ها قرار دهد. او همچنین قصد داشت فصل دوم را با شکست این تلاش‌ها و از دست دادن بهترین دوستش بر اثر تصمیمات خودش به پایان برساند تا ببیند شخصیت گی هون از آن نقطه به کجا خواهد رسید. هوانگ در نگارش شخصیت گی هون، او را به‌مثابهٔ شخصیتی شبیه به دن کیشوت توصیف کرد؛ شخصی که از فردی نابالغ به مبارزی بدل می‌شود که بی‌پروا علیه نظام می‌جنگد. به گفتهٔ هوانگ، او همانند بسیاری از انقلابیون دیگر، در مسیر انقلاب دچار سرخوردگی می‌شود و از نیت‌های خوب اولیه‌اش فاصله می‌گیرد. او به صحنه‌ای اشاره کرد که در آن فرانت‌من پس از آنکه گی هون نشان می‌دهد برای رسیدن به هدفش حاضر است دیگران را قربانی کند، تصمیم می‌گیرد به او در انقلابش کمک کند، زیرا متوجه می‌شود که گی هون در حال فروپاشی است. فصل سوم بر نبرد میان گی هون و فرانت‌من تمرکز خواهد داشت و پایانی بر داستان گی هون خواهد بود.
لی جونگ جه نقش گی هون را «دلخراش‌ترین» نقشی که تاکنون ایفا کرده توصیف کرده است. او شخصیت گی هون را فردی «آزاردهنده در سرسختی و خودخواه در لحظات سرنوشت‌ساز» دانست، اما باور داشت که گی هون شخصیتی مهم است، چرا که جامعه به انسان‌هایی نیاز دارد که بتوانند «بر اساس وجدان خود عمل کنند و کار درست را—حتی در شرایط دشوار—انجام دهند.» به‌گفتهٔ لی، «نیکی ذاتی» گی هون همان عاملی بود که باعث بقای او در فصل اول شد.
لی اظهار داشت که بازی خود در فصل دوم را با الهام از ظاهر موهای قرمزرنگ گی هون در پایان فصل اول توسعه داده و باور داشت که شخصیت او در آن زمان به‌طور کامل تغییر کرده بود و این سؤال را مطرح کرد که آیا گی هون می‌تواند دوباره به همان فرد سابق بازگردد یا نه. لی همچنین شخصیت گی هون را دارای ابعاد چندگانه توصیف کرد و گفت که او در فصل سوم نیز، همچون فصل دوم، دستخوش تحولات بزرگی خواهد شد.
در دوبلهٔ انگلیسی، گرگ چون صداپیشگی این شخصیت را بر عهده دارد.